# 多纹蜻属
多纹蜻属（学名：Deielia）为蜻蜓科的一个属。

## 下属物种
本属包括以下物种：
- 异色多纹蜻 Deielia phaon Selys, 1883
- Deielia sarae Gentilini & Bagli, 2004